# Genoveva Gálvez
Genoveva Gálvez (Orihuela, Alicante, 1929 - Madrid, 26 février 2021) est une claveciniste espagnole, responsable de l'impulsion nouvelle donné au clavecin en Espagne. Elle est particulièrement réputée pour ses interprétations d’œuvres de Domenico Scarlatti, Antonio de Cabezón, Sebastián de Albero, Antonio Soler et Mateo Albéniz.

## Biographie
Elle étudie au Conservatoire de Madrid, où elle est l'élève de José Cubiles. Elle y reçoit son premier prix de piano.
Peu après, elle obtient sa licence en philologie romane à l'Université complutense de Madrid. Plus tard, elle chantera en tant que soprano dans la chorale de la faculté. Une visite à Munich, accompagnée de son chœur, où elle rencontre José Luis Delas l'encourage à se perfectionner par nouvelles études, afin d'affiner son interprétation.
En 1953, elle retourne à Munich, où elle étudie la musicologie, en se spécialisant dans la musique ibérique. Parmi ses professeurs on trouve Rafael Puyana et Clemente Terni.
Elle rencontre Luis Felipe Vivanco, qui appartient au groupement artistique génération de 27 et la claveciniste allemande, Li Stadelmann. Ensuite elle retourne en Espagne.

### Enseignement
En 1959, elle revient en Espagne et, à la demande de Rafael Borrás Prim, elle enseigne le clavecin et la musique de chambre à Saint-Jacques de Compostelle. Grâce à son succès dans ces classes, elle a été admise au sénat des universitaires aux Cours internationaux de musique de Saint-Jacques de Compostelle. Au sein de ce comité, sont réunis les grandes figures de la musique espagnole de l'époque, tels Alicia de Larrocha, Victoria de los Ángeles, Andrés Segovia et Conchita Badía.
En 1972, elle retourne à Madrid pour enseigner le clavecin, qui a été sa spécialité pendant plusieurs années. Le Conservatoire royal favorise également des cours de spécialisation pour les étrangers. Sa renommée grandi et elle est invitée à enseigner dans quelques universités américaines. Elle est également invitée dans le même but, par la Schola Cantorum Basiliensis.

### Carrière de claveciniste
Genoveva Gálvez est considéré comme la responsable de la reprise de l'étude du clavecin en Espagne. Durant sa carrière, elle a enregistré plus de treize albums, consacrés entre autres aux œuvres de Johann Sebastian Bach et Domenico Scarlatti.

## Publications
- El arte de tocar el clavecín, traduction en espagnol du traité L'art de toucher le clavecin de François Couperin.
- 30 Sonatas para Clavicordio, édition de Sebastián de Albero
- Trattenimenti Armonici da Camera (Bologne, 1695), de Francisco José de Castro
- Il Burbero di buon cuore de Vicente Martín y Soler, basé sur une œuvre originale de Carlo Goldoni. Livret de Lorenzo da Ponte
- Incógnitas Scarlattianas
- Aspectos ornamentales en la música española para tecla del s. XVIII

## Discographie
- Recercadas del Tratado de Glosas de Diego Ortiz. 1553 - Clavicembalo y Organo positivo, Jordi Savall, viole de gambe ; Sergi Casademunt, viole de gambe ténor (Musical Heritage Society HHS 7 / Hispavox / EMI)
- Libro de Cifra Nueva de Luys Venegas de Henestrosa. Siglo XVI - (1973, Musical Heritage Society MHS 3315 ; HHS 19 / Hispavox / EMI)
- Falla, Retablo de Maese Pedro (Musical Heritage Society 10-78 / Hispavox / EMI)
- Falla, Concierto para Clavicembalo, Flauta, Oboe, Clarinete, Violín y Violonchelo (Musical Heritage Society 10-260 / Hispavox / EMI)
- Soler, Quintette pour clavecin et cordes (3 LP Musical Heritage Society HHS 10-240/41/42 / Hispavox / EMI)
- Soler, sonate pour clavecin (S60.227 Hispavox / EMI)
- Clavecinistas Ibéricos del Siglo XVIII (Musical Heritage Society 10-398 / Hispavox / EMI)
- España en la Música Europea de los Siglos XV al XVIII (Musical Heritage Society 10-474 / Hispavox / EMI)
- Soler, Concerto no 3 en sol majeur pour deux clavecins - avec Rafael Puyana (LP Philips 838.433 LY)
- J.S. Bach / W. Fr. Bach / Johann Christian Bach, Concertos pour clavecin et orchestre - avec Rafael Puyana ; dir. Newel Jenkins (Mercury MG 50322)
- Música española contemporánea para clave : Carmelo Bernaola, Luis de Pablo, Claudio Prieto, Cristóbal Halffter, Tomás Marco, Francisco Otero et Gabriel Fernández Alvez (1982, LP RCA RL 35394) (OCLC 431165644)
- Scarlatti : Fandango : Sebastián de Albero, Vicente Rodríguez, José de Nebra, Francisco Courcelle et José Herrando - clavecin Louis van Emmerik (1984), d'après J. Dulken (1745) (20-21 octobre 1984, Ensayo ENY-CD-3422)

## Sources
- (es) Hommage à Genoveva Galvez